# Angrogna
Angrogna (en occitan, Ëngrëugna ; en français, Angrogne) est une commune italienne de la ville métropolitaine de Turin dans la région Piémont en Italie.

## Administration

### Édiles
| Période                                  | Période  | Identité    | Étiquette     | Qualité |
| ---------------------------------------- | -------- | ----------- | ------------- | ------- |
| Depuis le 27/05/2007                     | En cours | Mario Malan | Liste civique | ""      |
| Les données manquantes sont à compléter. |          |             |               |         |

### Hameaux
- Baussan,
- Martel,
- Pradeltorno,
- San Lorenzo (le chef lieu en occitan "Ruà della Ghieisa"),
- Serre

### Communes limitrophes
- Au Nord  : Perrero, Pramollo et San Germano Chisone,
- Au Nord-Ouest : Prarostino, Bricherasio,
- Au Sud : Luserna San Giovanni, Torre Pellice et Villar Pellice,
- À l'Ouest : Prali.

## Lieux et monuments

### Édifices religieux

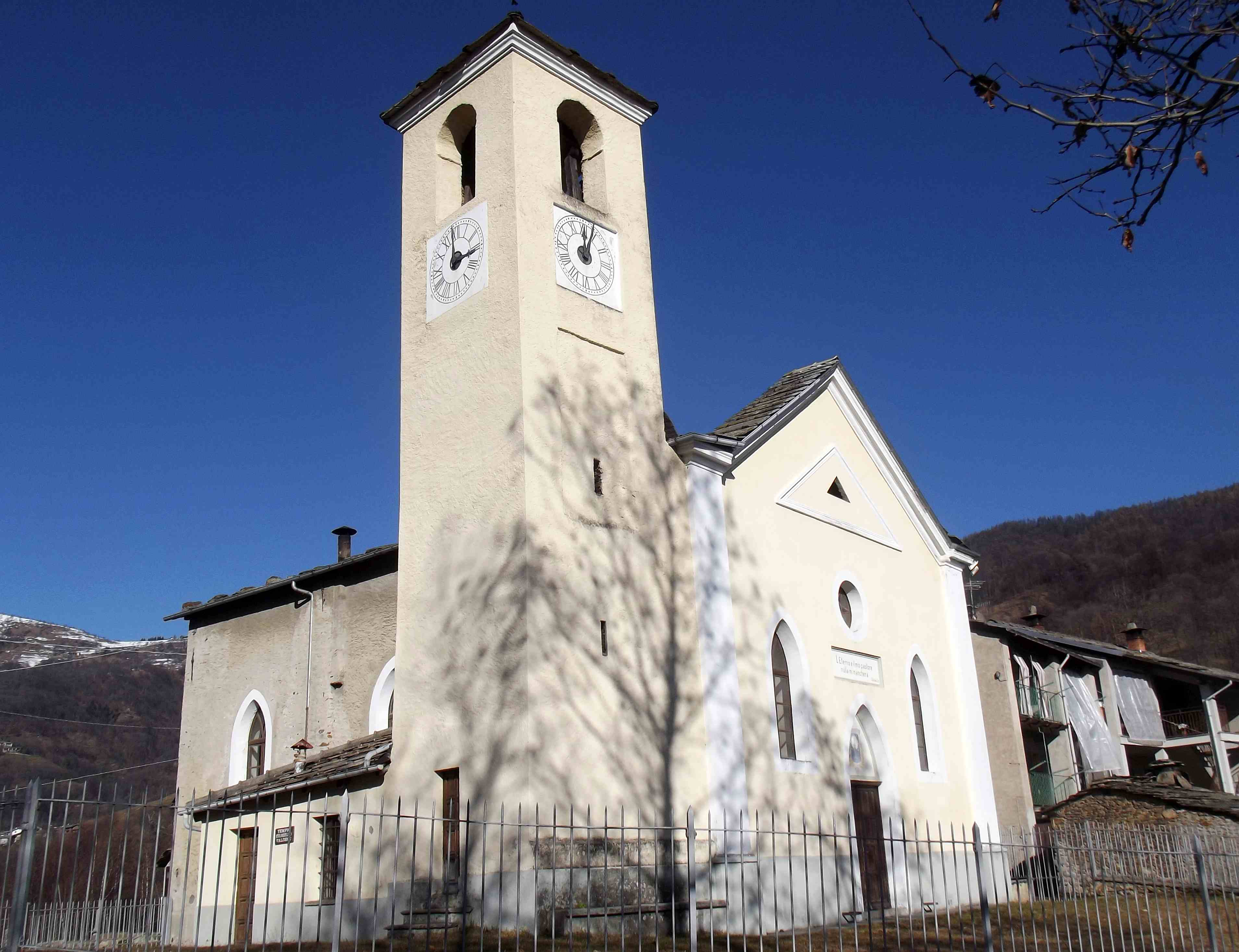
Le temple à Serre

- Église Saint Laurent (San Lorenzo).
- Temple vaudois du Ciabàs.
Le Temple vaudois du Ciabas (ou Chabàs), situé au hameau de San Lorenzo, occupe l'emplacement où fut construit, en 1555, le premier temple vaudois qui fut aussi le premier que les troupes d'Emmanuel-Philibert "Tête de Fer" détruisirent.
 Reconstruit, il fut livrè aux flammes, en 1655, pendant les Pâques Piémontaises. Reconstruit une troisième fois, il fut rasé, en 1686, pendant le Printemps de sang.
L'édifice actuel fut construit en 1708, et demeura jusqu'en 1807, le seul lieu de culte autorisé pour la communauté de Saint Jean. Il abrite les sépultures d'officiers allemands ou suisses qui servirent dans les armées de la Maison de Savoie.
 Le plus fameux d'entre eux est Karl-Sigmund von Leutrum dont la carrière servi de base au texte de la chanson populaire piémontaise Barôn Litrôn.

- Temple vaudois de Pradeltorno.
- Temple vaudois de Saint Laurent (San Lorenzo).
- Temple vaudois du Serre.
Le temple vaudois du Serre occupe l'emplacement de celui qui fut édifié après la Glorieuse rentrée. Le bâtiment actuel fut construit en 1876 à l'initiative du pasteur Bonnet.
- Stèle commémorative du Synode de Chanforan
Cette stèle commémore l'emplacement où se réunirent en 1532, les Barbes qui décidèrent de l'adhésion de leur mouvement à la Réforme.

### Personnages liés à la commune
- Scipione Lentolo

### Musées
- Musée école Odin-Bertot.
- Musée de la femme.

### Beautés naturelles
- Grotte de la Gheisa de la Tana. 
La grotte appelée Gheisa d'la Tana est une vaste caverne naturelle qui, comme son nom (l'Église de la grotte) l'indique et selon la tradition locale, servit de refuge et de lieu de culte, aux vaudois, pendant certaines périodes de persécution.
Edmondo De Amicis l'a évoquée dans son ouvrage «Alle porte d’Italia» (Aux portes de l'Italie)[note 1].